# سورن وارطانیان
سورن وارطانیان (ارمنی: Սուրեն Ասատուրի Վարդանյան؛ زادهٔ ۱۹۰۷ - درگذشته ۱۹۷۹) یک سیاستمدار اهل ارمنستان که از تاریخ ۲۲ مارس ۱۹۶۰ تا تاریخ ۶ دسامبر ۱۹۶۲ سمت شهردار ایروان را برعهده داشت.

## زندگی‌نامه
در ۱۹۰۷ در گیولاگاراک به دنیا آمد و از انستیتو مهندسی برق مسکو فارغ‌التحصیل شد. وی همچنین برنده نشان لنین و نشان انقلاب اکتبر شده است. وی در ۱۹۷۹ در سن ۷۲ سالگی درگذشت.

## یادداشت
1. ↑  Երևանի քաղխորհրդի գործադիր կոմիտեի նախագահ
2. ↑  տեխնիկական գիտությունների թեկնածու
3. ↑  Մոսկվայի էներգետիկայի ինստիտուտ